# Jan Cygan
Jan Cygan (ur. 23 października 1927 we Lwowie, zm. 11 marca 2021 we Wrocławiu) – polski językoznawca, anglista, emerytowany profesor zwyczajny na Uniwersytecie Wrocławskim. Twórca i wieloletni kierownik Katedry (od 1965), a następnie (od 1975) dyrektor Instytutu Filologii Angielskiej Uniwersytetu Wrocławskiego (1970–1975, 1975–1987 i 1991–1996).
Autor m.in. książek:
- Aspects of English Syllable Structure (1971, rozprawa habilitacyjna)
- Interrogation in English (1973)
- Strukturalne podstawy gramatyki angielskiej (1976)
- Język angielski na tle porównawczym: komentarz historyczny do wybranych zagadnień fonologii i morfologii (1990)
- Z dziejów wrocławskiej anglistyki (2002)

W latach 1971–1998 redaktor serii Anglica Wratislaviensia (ISSN 0239-6661, ISSN 0301-7966).